# ليو تروي
ليو تروي هو سياسي كندي، ولد في 29 أكتوبر 1894، وتوفي في 26 يونيو 1965. حزبياً، نشط في الحزب الليبرالي في أونتاريو ‏. وقد انتخب عضو برلمان مقاطعة أونتاريو.